# Retrovizor
Vozačko ogledalo ili retrovizor (fr. rétroviseur) jeste posebna vrsta ogledala u automobilu koje je smešteno na prednjem staklu ili je pričvršćeno na unutrašnjoj strani krova i sa spoljne strane prednjih levih i desnih vrata, a služi vozaču kako bi imao pregled nad stanjem u prometu iza automobila a da ne mora okretati glavu. 
Postoji unutrašnji retrovizor i dva spoljna. Unutrašnji je obično pričvršćen za prednje staklo, s tim da se samo ogledalo može pomicati kako bi se namestilo s obzirom na visinu vozača. Spoljni su pričvršćeni s spoljne strane vozačevih i suvozačevih vrata, a samo ogledalo takođe se može pomicati kako bi vozač mogao namestiti visinu i ugao koji mu najbolje odgovaraju. 

## Istorija retrovizora
Najranija upotreba retrovizora pominje se 1906. godine u jednom trgovačkom časopisu u članku koji opisuje unutrašnji retrovizor i predvodja njegovu primenu u skorijoj budućnosti. Iste godine Andri Kejn iz franciske patentirao je "Ogledalo upozorenja za automobile". Ogledalo podesivo tako da se sve pozicije puta vide iz automobila pojavilo se 1908. godine. 
Elmer Berger je takodje zaslužan  pronalazak retrovizora, iako je u stvari bio prvi koji ga je patentirao i razvio ga za ugradnju u proizvodnju uličnih automobila od strane njegove kompanije Berger and Compani, 1921. godine.

## Delovi retrovizora
Svaki auto retrovizor sastoji se od nekoliko delova. Kod unutrašnjeg retrovizora, sama konstrukcije nije komplikovana,on se sastoji od fiksnog držača koji je pričvršćen za staklo, a na njega ide plastično kućište u kojem je ogledalo i kućište zajedno s ogledalom se može pomicati. Kada se radi o spoljnim ogledalima, sve je nešto komplikovanije, jer postoje razne vrste ovog dela za auto, tačnije postoje retrovizori koji se moraju nameštati ručno i imaju obična ogledala i oni koji se automatski nameštaju i imaju grejanje ogledala, što je posebno praktično za vreme smrzavanja u zimskim mesecima. Na nekima su montirani i migavci za pokazivanje pravaca.